# Infocentre
Un infocentre consistait dans les années 70 et 80 à mettre à la disposition d'utilisateurs finaux toute la puissance de calcul d'un ordinateur en temps partagé au moyen de terminaux, de banques de données, de langages (BASIC, FORTRAN, APL…), d'une aide en ligne et d'une équipe d'assistance technique.
Un infocentre était au départ installé sur un ordinateur central (mainframe) équipé de terminaux passifs, cathodiques ou de type machine à écrire. Les systèmes utilisés étaient VM/CMS, MVS/TSO, Multics, VMS ou UNIX. Le Service Bureau d'IBM proposait un infocentre nommé Application System, permettant à des divisions d'une entreprises d'obtenir des réponses rapides sur les produits, les services, les ventes, les livraisons, etc.
L'infocentre en tant que base de données et de services de calcul mis à disposition des utilisateurs a, depuis les années 90, été remplacé par l'informatique décisionnelle, et les concepts de entrepôt de données (ou datawarehouse) et  de datamarts .